# Rhodophiala
Rhodophiala, nekadašnji rod jednosupnica iz porodice zvanikovki. Pripadalo mu je dvadesetak južnoameričkih vrsta lukovičastih geofita, iz Bolivije, Čilea, Argentine i južnog Brazila. Danas se tretira kao sinonim za Phycella, a njezin e vrste su uključene u rodove Phycella i  Zephyranthes

## Vrste
1. Rhodophiala advena Ker Gawl.) Traub
2. Rhodophiala ananuca Phil.) Traub
3. Rhodophiala andicola Poepp.) Traub
4. Rhodophiala andina Phil.
5. Rhodophiala araucana Phil.) Traub
6. Rhodophiala bagnoldii Herb.) Traub
7. Rhodophiala bakeri Phil.) Traub
8. Rhodophiala berteroana Phil.) Traub
9. Rhodophiala bifida Herb.) Traub
10. Rhodophiala biflora Phil.
11. Rhodophiala chilensis L'Hér.) Traub
12. Rhodophiala colonum Phil.) Traub
13. Rhodophiala consobrina Phil.) Traub
14. Rhodophiala flava Phil.) Traub
15. Rhodophiala fulgens Hook.f.) Traub
16. Rhodophiala gilliesiana Herb.) ined.
17. Rhodophiala lineata Phil.) Traub
18. Rhodophiala maculata L'Hér.) Ravenna
19. Rhodophiala moelleri Phil.) Traub
20. Rhodophiala montana Phil.) Traub
21. Rhodophiala phycelloides Herb.) Hunz.
22. Rhodophiala popetana Phil.) Traub
23. Rhodophiala pratensis Poepp.) Traub
24. Rhodophiala rhodolirion Baker) Traub
25. Rhodophiala rosea Sweet) Traub
26. Rhodophiala splendens Renjifo) Traub
27. Rhodophiala tiltilensis Traub & Moldenke) Traub